# Vi de Porto
El vi de Porto (també conegut com a Vinho do Porto o simplement porto) és un vi generós portuguès produït únicament a la Região Vinhateira do Alto Douro, a les províncies de la  Regió del nord de Portugal. El més habitual és un vi dolç, negre, servit sovint com a vi de postres, tot i que també hi ha de varietats de tipus sec, semisec i blanc.
Fora de Portugal també es produeixen vins generosos en l'estil del porto, sobretot a Austràlia, Sud-àfrica, Canadà, l'Índia, l'Argentina i els Estats Units. Segons la reglamentació de la Unió Europea sobre la Indicació geogràfica protegida, només els produïts a Portugal poden ser etiquetats com a Porto. En canvi, als Estats Units, els vins etiquetats com a "port" poden provenir de qualsevol part del món, mentre que els noms "Dão", "Oporto", "Porto", i "Vinho do Porto" s'han reconegut com a noms propis per als vins originaris de Portugal.
La regió vitícola de l'Alt Douro ha estat declarada Patrimoni Mundial per la Unesco (2001)

## Tipus de Porto
Els diferents tipus de vi de Porto es poden dividir en dues grans categories:
- Els vins que han madurat en ampolles de vidre segellades, sense contacte amb l'aire, que experimenten el que es coneix com a maduració "reductiva". Aquest procés fa que el vi perdi el seu color molt lentament i produeix un vi que és més suau en boca i amb menys tanins. En aquesta categoria trobem els anomenats genèricament com a Porto Ruby.[2]
- Els vins que han madurat en barrils de fusta, la permeabilitat dels quals permet una certa exposició a l'oxigen, produint el que es coneix com a envelliment "oxidant". En aquest cas també perden color, però a un ritme més ràpid. També perden volum per evaporació (‘’la part dels àngels’’), produint finalment un vi que és lleugerament més viscós. En aquesta categoria trobem els anomenats genèricament com a Porto Tawny.[2]

A part d'aquestes categories, l'Instituto dos Vinhos do Douro e Porto (IVDP), divideix el porto en dues categories: els normals (estàndard, rubies, tawnies i portos blancs) i les Categorias Especiais, categories especials, que inclouen tota la resta.